# La Sénia
La Sénia (span. La Cenia) ist eine Gemeinde im Süden Kataloniens (Spanien).
La Sénia ist die südwestlichste Gemeinde der Comarca (Kreis) Montsià, sowohl der Provinz Tarragona als auch ganz Kataloniens.
Die Einwohnerzahl betrug 5.594 Einwohner (Stand: 2024). Die Landwirtschaft, insbesondere Oliven, Wein- und Getreideanbau. In den 1930er Jahren startete der sekundäre Sektor in Form der Produktion von Pinseln. Heute prägen insbes. eine Reihe von Möbelfirmen das der Gemeinde, deren erste Vertreter aus den ersten Jahren nach dem Ende des Bürgerkriegs stammten.

## Ortschaften in der Gemeinde La Sénia
- La Sénia: 6.148 Einwohner
- Els Plans: 31 Einwohner

## Sehenswürdigkeiten
In den Bergen oberhalb der Gemeinde gibt es den Stausee Ulldecona, oberhalb dessen sich das Kloster Benifassà befindet.

### Camp d'Aviació de la Sénia

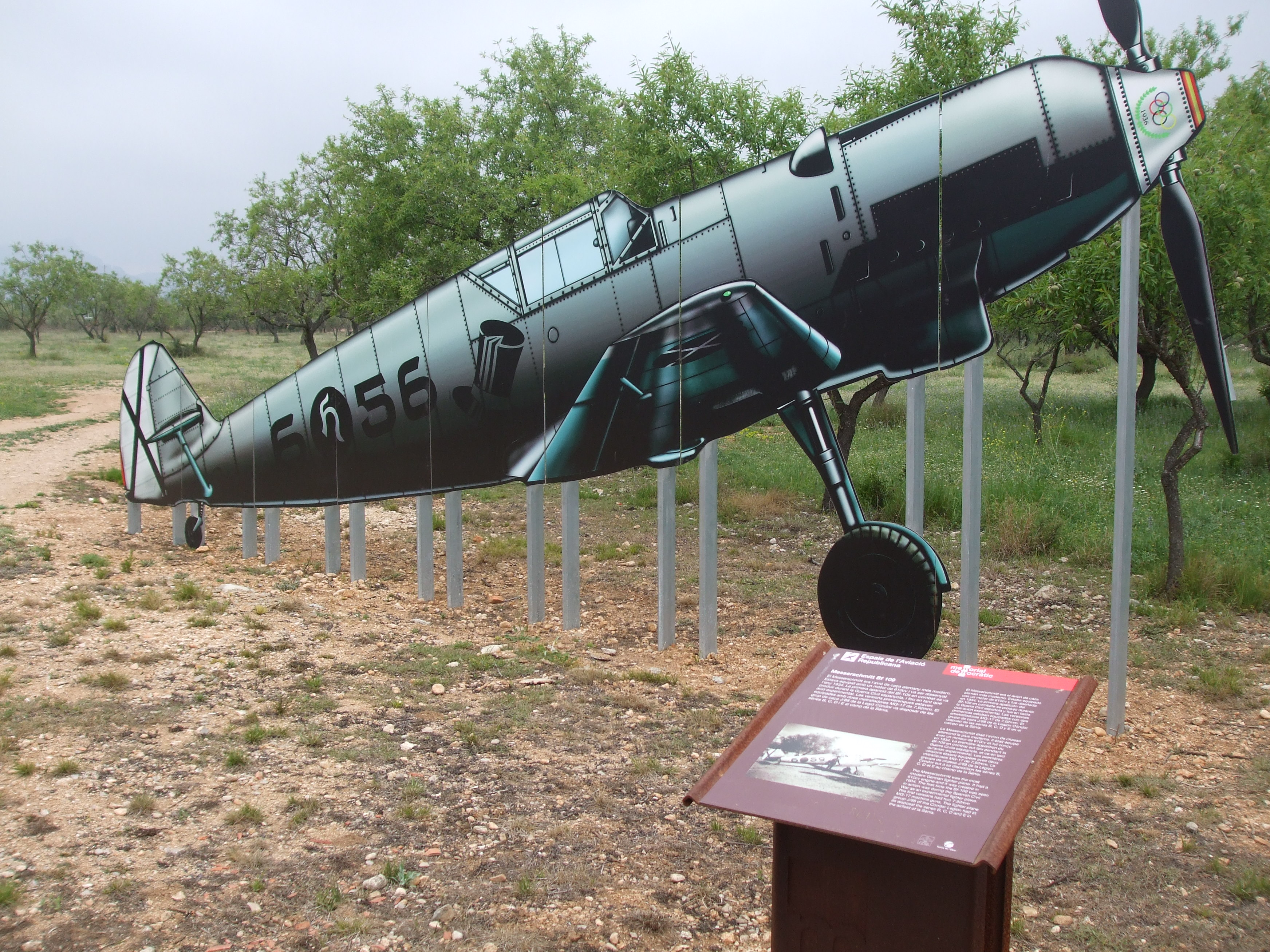
Zweidimensionales maßstabsgerechtes Modell einer Bf-109 am Museum, 2010

Am Dorfrand selbst befand sich während des Bürgerkrieges ein Feldflugplatz. Dieser wurde zu Beginn der Auseinandersetzungen durch die Luftstreitkräfte der Republik Spanien gebaut und verfügte über drei Pisten. Er wurde nach Indienststellung sowohl von den republikanischen Streitkräften als auch den sie unterstützenden Luftstreitkräften der Roten Armee benutzt. Nach Durchbruch der nationalen Truppen ans Mittelmeer im Frühjahr 1938 lag La Cenia im von Franco kontrolliertem Gebiet des Landes. Der Platz wurde umgehend durch die Nationalspanier und die deutsche Legion Condor genutzt. Im Sommer 1938 war er der Haupteinsatzplatz der Angehörigen der Luftwaffe während der Schlacht um den Ebrobogen. Hier lagen die Jagdgruppe 88 (J/88) mit drei Staffeln Bf-109 und einer Staffel Ju-87 und Teile der Flakabteilung 88 (F/88). Ein mit He-45 ausgerüsteter Schwarm der Aufklärungsgruppe 88 (A/88) lag hier ebenfalls zwischen Mai und November 1938. Einer der später bekannt gewordenen Teilnehmer dieser letzten größeren Auseinandersetzung des Krieges war auf deutscher Seite der erfolgreichste Jagdflieger der Legion Condor, Werner Mölders. Ausweichpisten befanden sich in Alcala de Chivert/Alcalà de Xivert und Cati.
Im alten Rathaus der Gemeinde gab es zunächst ein kleines provisorisches Museum, bis dies am 20. August 2011 an seinen seinerzeit geplanten endgültigen Standort, dem renovierten ehemaligen Flugplatz-Kommandogebäude umzog. Diplomaten Russlands und Kasachstans als Nachfolgestaaten der Sowjetunion waren bei der feierlichen Eröffnung zugegen, deutsche Diplomaten nahmen an der Veranstaltung nicht teil.
Es war anschließend geplant, das Museum um eine Ausstellungshalle im Stile eines zeitgenössischen Hangars der 1930er zu erweitern, um auch erstmals komplette Flugzeuge auszustellen, zunächst eine Hispano Aviación HA-200 und einen Polikarpow I-16-Nachbau sowie eine weitere Replika der vorderen Rumpfsektion einer Tupolew SB-2. Zu einem späteren Zeitpunkt ist sogar wieder ein Flugfeld geplant.
Inzwischen wurde eine leerstehende Fabrikhalle am Ortsrand in eine Ausstellungshalle des Museums, das „Centre D'aviació Històrica de la Sénia“, umfunktioniert.